# Вы Петьку не видели?
«Вы Петьку не видели?» — советский художественный фильм, снятый в 1975 году режиссёром Валентином Поповым на киностудии им. Довженко.
Премьера фильма состоялась 7 ноября 1976 года. Фильм посмотрели 6,7 млн зрителей.

## Сюжет
13-14-летние мальчишки и девчонки, возглавляемые Петькой, совершают ряд шалостей и проникают на завод. После нескольких происшествий, Петька устраивается на работу в колхозе и становится ответственным за пожарную дружину. В конечном итоге, Петька и его команда восстанавливают старый комбайн и принимают участие в параде сельхозтехники.

## В ролях
- Андрей Крылов — Петя Звонарев, деревенский Кулибин
- Аня Марченко — Василинка, младшая дочь председателя
- Вася Кузинко — Гаврик
- Серёжа Акименко — Солнышко
- Володя Чубарев — Вовка, брат-сорванец
- Слава Борисов — Сашка, брат-сорванец
- Нина Ильина — Валя, старшая дочь председателя
- Пётр Щербаков — Юрий Сергеевич, председатель колхоза
- Александр Аржилоский — Гриша Спивак, шофёр, ухажер Вали
- Виктор Панченко — кладовщик
- Нина Антонова — мама Солнышка
- Виктор Степаненко — Сахно

## Съёмочная группа
- Режиссёр: Валентин Попов
- Сценарист: Василий Тишков
- Оператор: Николай Кульчицкий
- Художник: Виктор Жилко
- Звукорежиссёр: Григорий Матус
- Композитор: Мурад Кажлаев